# Шнырев
Шны́рев (укр. Шнирів) — село в Бродовской городской общине Золочевского района Львовской области Украины. Расстояние до города Броды составляет 14 км.

## История
Село основано в 1545 году.
В 1765 году построена деревянная церковь Воскресения Христова (ныне — Православная церковь Украины).
В XIX веке — село округа Броды края Золочев Галиции.
В 1880 году в селе было 642 жителя в 103 домах, а около него — 9 жителей в 2 домах. Из них 642 греко-католика, 7 римских католиков и 2 иудея (а по национальному составу — 643 украинца, 6 поляков и 2 немца). К нему относилось 1101 морг пашни, 1009 моргов лугов и садов, 65 моргов пастбищ и 1565 моргов леса.
Во время Первой мировой войны село было полностью разрушено, затем восстановлено.
К началу Второй мировой войны село входило в состав гмины Конюшков Бродовского повята Тарнопольского воеводства Польши.
В 1939 году здесь проживало около 720 человек, в том числе 685 украинцев, 10 поляков и 15 польских колонистов, а также 10 латинников.
В том же году село вошло в состав Львовской области Украинской ССР.
В 1968 году — центр Шныревского сельсовета, 551 житель. Имелся колхоз «Дружба», к которому относилось 4000 га земельных угодий (из них 1600 га лугов и пастбищ) и при котором была мельница и 2 пилорамы. Работали восьмилетняя школа, клуб, библиотека
В 1978 году — 574 жителя в 160 дворах. За колхозом «Дружба» было закреплено 3618 га сельскохозяйственных угодий, в том числе 2020 га пахотной земли. Имелись восьмилетняя школа (140 учеников и 15 учителей), дом культуры с залом на 400 мест, библиотека (8,9 тысяч экземпляров), торговый комплекс, медпункт, стоматологический кабинет, детский сад на 25 мест, отделение связи, АТС.
В 1989 году население составляло 521 человек (232 мужчины, 289 женщин).
По переписи 2001 года население составляло 514 человек, почти все (99,22 %) назвали родным языком украинский, 3 человека (0,58 %) — русский.
Работают средняя школа, библиотека, фельдшерско-акушерский пункт и народный дом общества «Просвита».

## Известные уроженцы
- Лысик, Евгений Никитович (1930—1991) — советский украинский театральный художник, народный художник Украинской ССР, лауреат Государственной премии УССР имени Т. Г. Шевченко.
- Пётр Полтава-Федун (1919—1951) — один из ведущих идеологов и публицистов ОУН-УПА.